# Edmund Alexander
Edmund Viktor Alexander (geboren 3. Februar 1865 in Berlin; gestorben 8. November 1933 ebenda) war ein deutscher Jurist. Er war Vorstand der 1868 gegründeten Preußischen Boden-Credit-Actien-Bank in Berlin.

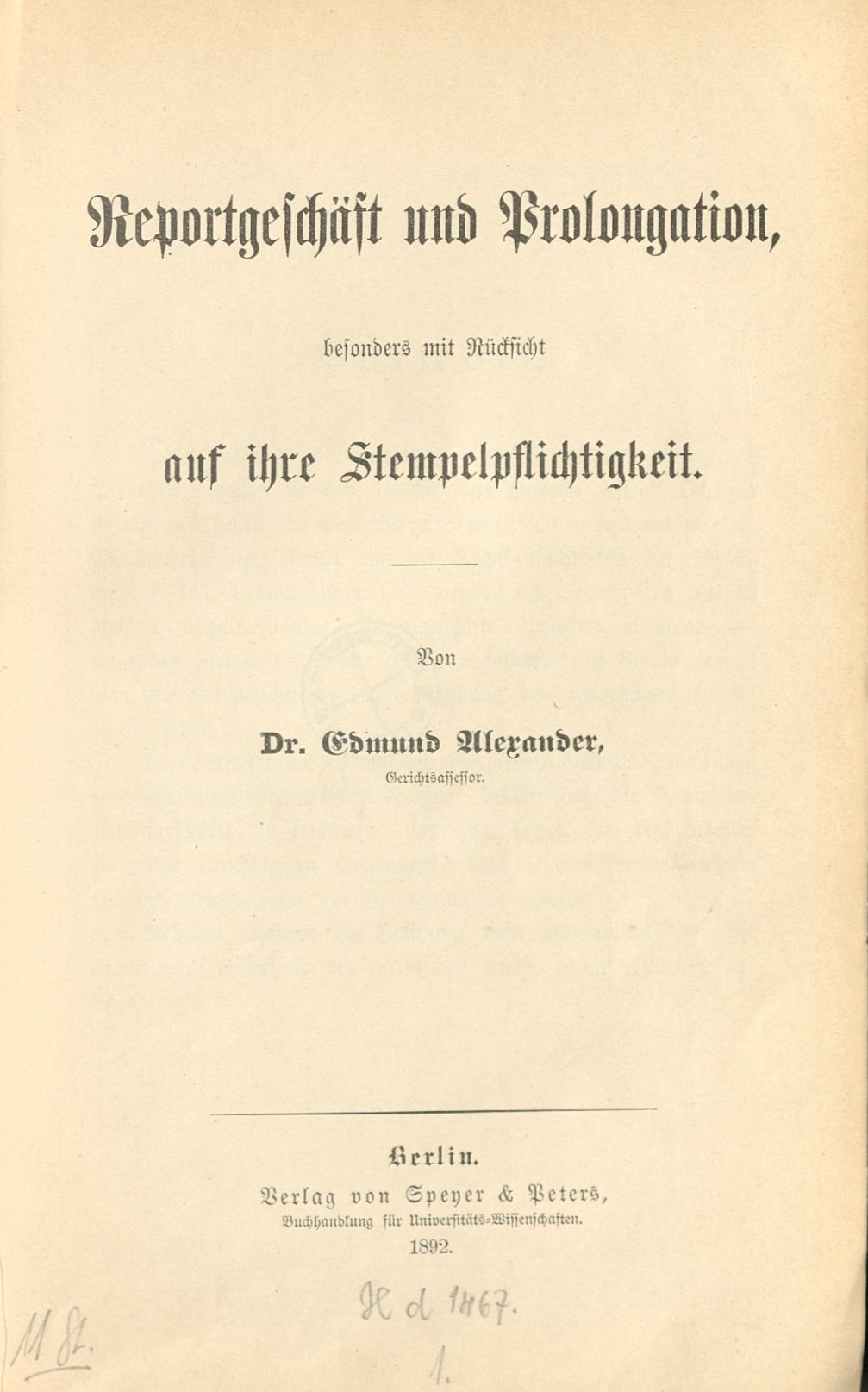
Reportgeschäft (1892)

## Leben und Werk
Er war der Sohn des Berliner Bankiers Julius Alexander (1838–1906) und dessen Ehefrau Guthilde Henriette Alexander geb. Meyer (1842–1898). Nach dem Schulbesuch in Berlin studierte er Rechtswissenschaften und promovierte zum Dr. jur. Danach war er zunächst als Gerichtsassessor tätig. Bis 1896 war er Rechtsanwalt am Landgericht I in Berlin und wechselte dann in dieser Funktion an das Landgericht II in Berlin. Am Landgericht II war er als Rechtsanwalt bis 1900 tätig. Danach wurde er Vorstand der Preußischen Boden-Credit-Actien-Bank in Berlin. Diese Funktion hatte bereits sein Vater inne. Die Bankgeschäfte der Preußischen Boden-Credit-Actien-Bank hatten nach der Gründung des Deutschen Reiches einen riesigen Umfang angenommen. Daneben gehörte er u. a. dem Vorstand der Terraingesellschaft Frankfurter Chaussee in Berlin an.

## Schriften
- Reportgeschäft und Prolongation, besonders mit Rücksicht auf ihre Stempelpflichtigkeit. Speyer & Peters, Berlin 1892.
- Die Sonderrechte der Aktionäre. Otto Liebmann, Berlin 1892.
- Die rechtliche Stellung des Aufsichtsrates [...]. In: Zeitschrift für das gesamte Handelsrecht, 1892, S. 89–122.
- Deutschlands Handelsbeziehungen zum Orient. In: Die Woche 14 (1912), Nr. 42 vom 19. Oktober, S. 1749 f.